# Юнайтед-фрут-компані
«Юна́йтед-фрут-ко́мпані» (англ. United Fruit Company) — гігантська корпорація, яка майже сторіччя була монополістом у виробництві й торгівлі бананами на американському континенті. 
Витоки компанії простежуються аж до 1871 року, коли підприємливий 23-річний американець Майнор Кейт споруджував залізницю в Коста-Риці. Паралельно він використовував прилеглу до залізниці територію під бананові плантації. Коли ж на початку 1890-х років пасажиропотік залізницею виявився недостатнім, щоб компенсувати витрати на неї і забезпечити прибуток, Кейт вирішує використати її для транспортування бананів, які вирощувалися поруч. 
Об'єднавшись 1899 року з «Бостон-фрут-компані», він утворив «Юнайтед-фрут-компані», котра стала прообразом «бананової компанії» в романі Ґабрієля Ґарсія Маркеса «Сто років самотності». Нова компанія безжально експлуатувала латиноамериканських робітників, завдавала шкоди економіці й довкіллю, неодноразово повалювала місцеві уряди, які зважувалися чинити їй опір на захист тубільного населення. 
У грудні-січні 1928—1929 років робітники бананових плантацій Колумбії розпочали масштабний страйк, вимагаючи 6-денного робочого тижня, 8-годинного дня та підписання трудових угод при наймі на роботу. Підручний уряд відрядив у «бананову зону» війська, які відкрили проти страйкарів вогонь, багато людей було вбито. Ця розправа лягла в основу одного епізоду з Маркесового роману. Протягом 1938—1951 років президентом компанії був Самуїл Жмур (або Сем Замора) — уродженець Шаргорода. Потрапивши у фінансові скруту, «Юнайтед-фрут-компані» злилася з кількома іншими компаніями, 1970 року змінила назву на «Юнайтед-брендз-компані», а 1989 року на «Чікіта-брендз-інтернешнл-інкорпорейтед».
Поточний головний офіс розташований у Шарлот.